# Hirschfeldia incana
Hirschfeldia incana là một loài thực vật có hoa trong họ Cải. Loài này được (L.) Lagr.-Foss. mô tả khoa học đầu tiên năm 1847.